# Aston, Oxfordshire

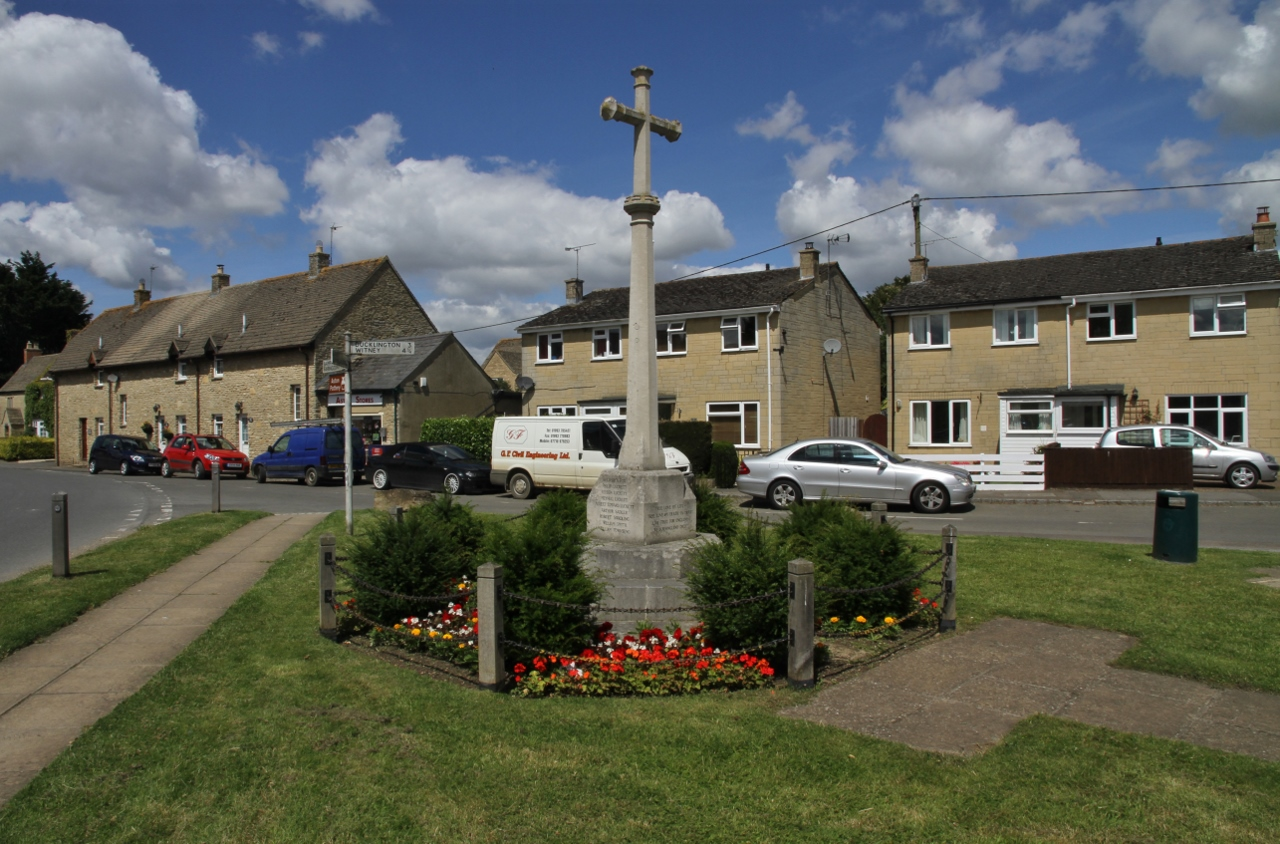
Aston war memorial

Aston är en by i distriktet West Oxfordshire i Oxfordshire i England. 2001 var det 1 264 folkbokförda i byn. Söder om byn flyter floden Themsen. Byn är en del av Aston, Cote, Shifford and Chimney civil parish. I byn finns kyrkan 'St James church' från 1839.